# Thomas Cook
Thomas Cook (Melbourne, em Derbyshire, 22 de novembro de 1808 — Knighton, na Inglaterra, 18 de Julho de 1892) foi um missionário batista e um empresário inglês.
No século XIX, numa Europa cada vez mais integrada por vias férreas, existia, entretanto, uma complexidade de tarifas e pouca variedade de meios de hospedagem, que dificultavam a massificação do turismo. Thomas Cook foi um dos primeiros agentes de viagens do mundoː utilizando um comboio fretado, criou a primeira viagem em grupo.
Em 5 de julho de 1841, Cook organiza, para 570 pessoas, um tour a Leicester, sendo a primeira viagem em larga escala. Tendo, a partir deste momento, utilizado até mesmo o marketing para atrair clientes. A partir deste momento, massifica-se o turismo, aproximando-o do modelo fordista.

## Biografia
Em 1828, tornou-se missionário batista até 1832.
Foi um empresário que transformou a produção "artesanal" de turismo em uma moderna indústria mercantil.
Em 1841, um marceneiro chamado Thomas Cook, andara 15 milhas para um encontro de uma liga contra o alcoolismo em Leicester. Para um outro encontro, em Loughborough, ocorreu-lhe a ideia de alugar um trem para levar outros colegas. Juntou 570 pessoas, comprou e revendeu os bilhetes, configurando a primeira viagem agenciada. Em 1845, ele lançou o Handbook of the trip, primeiro itinerário descritivo de viagem. Em 1846, realizou uma viagem similar de Londres para Glasgow com 800 pessoas, utilizando os serviços de guias de turismo. As inovações de Cook marcaram a entrada do turismo na era industrial, no aspecto comercial.
Em 1865, promoveu o traslado da sede social da empresa de Harborough a Londres. Em 1866, viajou aos Estados Unidos para contratar os serviços de diferentes companhias ferroviárias para produzir um pacote turístico. Mais tarde, abriu sucursal da empresa nas cidades americanas que lhe interessavam como abastecedoras. Em 1868, conseguiu exclusividade para explorar o tráfego de passageiros do continente europeu pela rota de Harwich.
Com este motivo, viajou à Holanda, Bélgica e Alemanha com o objetivo de contratar a prestação de serviços de transporte com diversas companhias ferroviárias. Um de seus mais destacados sucessos foi conseguir uma nova e exclusiva rota para explorar o tráfico de passageiros pela rota do porto de Brenner a Brindisi. Durante a Guerra Franco-Prussiana, a rota só esteve aberta para servir à produção do turismo da empresa de Cook. 
Uma de suas aportações mais destacadas foi a criação do sistema de pago baseado em cupões contratados com hotéis usados como meio de pagamento por seus clientes. O exemplo de Cook foi imitado tanto na América como na Europa, dando nascimento a numerosas empresas dedicadas à produção do turismo e à intermediação dos serviços de hospedagem e de transporte para o segmento da demanda que preferia produzir seu próprio turismo.